# 彼得·博特马
彼得·博特马（荷蘭語：Pieter Bottema，1978年12月13日—），荷兰男子赛艇运动员。他曾代表荷兰参加德国慕尼黑举行的2007年世界赛艇锦标赛，获得男子轻量级八人单桨有舵手金牌。